# 中国文化学会
中国文化学会（ちゅうごくぶんかがっかい、英語: Zhongguo Wenhua Xuehui）は、日本の学術研究団体の一つ。

## 沿革
1932年2月20日、「漢文学ノ研究及ビ普及ヲ図ル」ことを掲げて設立された東京文理科大学漢文学会を前身とする。学術研究団体としての種別は単独学会。1953年に学制改革に伴って東京文理科大学の大学名称が変更となったことに伴い、東京教育大学漢文学会と改め、さらに東京教育大学の閉学に際しては大塚漢文学会と改称された歴史を持つ。
年譜
- 1932年 - 東京文理科大学漢文学会発足。
- 1953年 - 東京教育大学漢文学会に改称。
- 1979年 - 大塚漢文学会に改称。
- 1997年 - 中国文化学会に改称。

## 活動内容・組織
言語学、文学、哲学、社会学、史学、地域研究など幅広い分野を学術研究領域とする。中国文化及び漢文学の研究とそれに基づく教育への寄与を目的として活動を行っている。

## 刊行物

### 中国文化
- 誌名（和文）：中国文化
- 誌名（欧文）：The Chinese Culture
- 創刊年：1933
- 資料種別：ジャーナル（査読付き論文を含む）
- 使用言語：その他
- 発行形態：印刷体
- 著作権帰属先：学会ないし著者
- クリエイティブコモンズ：定めていない
- 購読：有料